# Jona Rozen
Jona Rozen (hebrejsky: יונה רוזן, rodným jménem Jona Rosenfeld; 1919 – 2004) byl židovský výsadkář původem z Rumunska a účastník protinacistického odboje, jenž byl za druhé světové války jedním ze 37 židovských dobrovolníků, kteří po výcviku britskou armádou seskočili za nepřátelskými liniemi v Evropě, aby pomohli místním židovským komunitám a sestřeleným či zajatým spojeneckým pilotům.

## Biografie
Narodil se v rumunském městě Kluž. V mládí vstoupil do sionistického mládežnického hnutí a v šestnácti letech byl zvolen jeho vedoucím. V roce 1939 podnikl aliju do britské mandátní Palestině, kam se dostal na jedné z ilegálních plaveb se svou ženou.
V mandátní Palestině se stal v roce 1942 členem elitních jednotek Palmach a jako dobrovolník se přihlásil do tajné výsadkářské mise v Evropě. Po absolvování speciálního výcviku seskočil 14. března 1944 nad Jugoslávií spolu s Chanou Senešovou, Abou Berdičevem a Re'uvenem Dafnim. Následně se měli vydat do Maďarska. To se však Rozenovi nepodařilo, a tak se vrátil přes Egypt do Palestiny. Na konci druhé světové války se vypravil do Maďarska, aby tam pomohl zorganizovat brichu (tajný odchod přeživších holokaust do mandátní Palestiny).
Po vzniku Izraele v květnu 1948 se zúčastnil války za nezávislost, v níž bojoval v brigádě Jiftach. Po válce se podílel na založení kibucu Ma'agan. V roce 1951 byl za Liškat ha-kešer vyslán do Sovětského svazu, aby udržoval kontakt s tamními Židy.
Po svém návratu zastával několik pozic v kibucovém hnutí ha-Tnu'a ha-kibucit ha-me'uchedet. V červenci 1954 unikl smrti při leteckém neštěstí, které se stalo při odhalení památníku v kibucu Ma'agan, věnovanému výsadkáři Pereci Goldstainovi. Později se stal místostarostou a poté starostou oblastní rady Emek ha-Jarden.
V roce 2002 publikoval knihu נקראתי ואלך.